# Pincettfisk

Pincettfisk eller långnosad fjärilsfisk
Pincettfisk (Chelmon rostratus) är en fiskart som först beskrevs av Carl von Linné 1758.  Pincettfisk ingår i släktet Chelmon och familjen Chaetodontidae. IUCN kategoriserar arten globalt som livskraftig. Inga underarter finns listade i Catalogue of Life.